# Trimma flavicaudatus
Trimma flavicaudatus és una espècie de peix de la família dels gòbids i de l'ordre dels perciformes.

## Morfologia
- Els mascles poden assolir 2,4 cm de longitud total.[4]

## Hàbitat
És un peix marí de clima tropical i associat als esculls de corall fins als 8-12 m de fondària.

## Distribució geogràfica
Es troba des del Golf d'Aqaba fins al Golf de Tadjoura, Djibouti i el Golf d'Aden.